# Pomnik Juliana Nowickiego w Toruniu
Pomnik Juliana Nowickiego – granitowa tablica upamiętniająca Juliana Nowickiego. Pomnik znajdował się przy ul. Nowickiego (dzisiejszej alei Solidarności). Pomnik powstał z inicjatywy Komitetu Miejskiego Polskiej Zjednoczonej Partii Robotniczej. Pomnik odsłonił dawny sekretarz Komitetu Miejskiego Komunistycznej Partii Polski Józef Głowacki 8 czerwca 1956 roku. Według powszechnej, choć nieprawdziwej opinii, pomnik wykonano z macewy pochodzącej z kirkutu z cmentarza żydowskiego przy ul. Pułaskiego. Na tablicy widnieje napis: członek Komunistycznej Partii Polski Julian Nowicki padł w walce o sprawę klasy robotniczej w Toruniu 8.VI.1936.
Na mocy uchwały, 31 lipca 2012 roku usunięto tablicę z alei Solidarności. W uzasadnieniu uchwały napisano, że Julian Nowiecki był radykalnym działaczem politycznym, mającym powiązania z Komunistyczną Partią Polski, której celem była likwidacja państwa polskiego i wcieleniem jego terenów do ZSRR jako republiki sowieckiej. Po renowacji tablicę przeniesiono na Cmentarz Komunalny nr 2 im. Ofiar II Wojny Światowej przy ul. Grudziądzkiej, gdzie znajduje się grób Juliana Nowieckiego.